# ITunes Originals
 (mars 2025).
Si vous disposez d'ouvrages ou d'articles de référence ou si vous connaissez des sites web de qualité traitant du thème abordé ici, merci de compléter l'article en donnant les références utiles à sa vérifiabilité et en les liant à la section « Notes et références ».
 (mars 2025).
iTunes Originals est une série de disques numériques disponibles uniquement sur l'iTunes Store d'Apple, développée et produite par Chris Douridas, superviseur de musique de film. Chaque édition présente la musique d'un seul artiste. Les sorties contiennent généralement plus de vingt titres (certaines plus de trente), qui comprennent de la musique tirée de l'ensemble des albums de l'artiste, de nouveaux enregistrements (de chansons déjà sorties et parfois inédites) et des morceaux qui explorent l'histoire et le travail de l'artiste, et/ou discutent de la prochaine chanson.

## Liste des albums
- ITunes Originals — Red Hot Chili Peppers (2006)